# 介良通停留場
介良通停留場（日语：／ Kera dori teiryūjō */?）是位於高知縣高知市高須本町，屬於土佐電交通後免線的電車站。

## 歷史
此站在1910年（明治43年）10月，由土佐電交通的前身土佐電氣鐵道葛島橋西詰停留場至鹿兒停留場之間開通，此電車站同時啟用。在1944年（昭和19年），此站一度廢止，於5年後獲得恢復營業的認可。
- 1910年（明治43年）10月15日 - 土佐電氣鐵道電車站啟用[1][2]。
- 1944年（昭和19年）6月1日 - 電車站暫停使用[1][2]。
- 1949年（昭和24年）2月22日 - 電車站認可重開[1][2]。
- 2014年（平成26年）10月1日 - 土佐電氣鐵道、高知縣交通（日语：高知県交通）和土佐電Dream Service（日语：土佐電ドリームサービス）合併，土佐電交通成立[3]。成為土佐電交通的電車站。

## 電車站構造
本站是建造在專用路軌和共用道路上，並設有2面2線的相對式乘車處。播磨屋橋方向的乘車處為安全島（月台），後免町方向的乘車處為於並行道路上，該處劃有白線標示乘車處。

## 電車站周邊
本站位於高知市介良地區（舊介良村）內。而介良地區是一座新市鎮。
- 國道195號（日语：国道195号）
- 高知縣道243號田村高須線
- 高知市農業協同組合（JA高知市）本所

## 巴士路線
在「介良通」巴士站中設有以下巴士路線停靠。若從此處前往高知市中心，乘坐電車會比較快到達，因此，轉乘客會從中野團地、潮見台方向乘客巴士至此站轉乘電車。
| 乘車處 | 系統                     | 主要途經             | 目的地             | 巴士公司   | 備註               |
| ------ | ------------------------ | -------------------- | ------------------ | ---------- | ------------------ |
|        | K2                       | 本江田町、潮見台總站 | 潮見台三丁目       | 土佐電交通 | 星期六及日暫停服務 |
|        | K1,K2-T1                 | 知寄町、播磨屋橋     | 棧橋車廠           | 土佐電交通 |                    |
| K2-Y1  | 知寄町、播磨屋橋、縣廳前 | 學藝高校             | 星期六及日暫停服務 | 土佐電交通 |                    |
| K2-C1  | 知寄町、播磨屋橋         | 縣廳前               | 星期六及日暫停服務 | 土佐電交通 |                    |

## 相鄰電車站
土佐電交通
後免線
新木－介良通－文珠通

## 注腳
1. 1 2 3 4 5  《土佐電鉄が走る街 今昔》100・156-158頁
2. 1 2 3  今尾惠介（監修）. . 11 中国四国. 新潮社. 2009: 60. ISBN 978-4-10-790029-6 （日语）.
3. ↑  上野宏人. . 毎日新聞 (毎日新聞社). 2014-10-02 （日语）.
4. 1 2  川島令三. . 【図説】 日本の鉄道. 第2巻 四国西部エリア. 講談社. 2013: 37・91頁. ISBN 978-4-06-295161-6 （日语）.
5. 1 2  《土佐電鉄が走る街 今昔》81頁
6. ↑  . 高知新聞社（日语：高知新聞社）. 1998: 85. ISBN 4-87503-268-4.